# Jan Lenc
Jan Lenc (27. dubna 1916 Komařice – 18. srpna 1942 Biskajský záliv) byl český pilot 311. československé bombardovací perutě a oběť druhé světové války.

## Život

### Před druhou světovou válkou
Jan Lenc se narodil 27. dubna 1916 v Komařicích na Českobudějovicku v rolnické rodině Matěje Lence a Anny, rozené Bohdalové, jako nejmladší z pěti dětí. Od roku 1922 byl žákem obecné školy, mezi lety 1929 a 1932 II. chlapecké měšťanské školy v Českých Budějovicích. Následně vystudoval Veřejnou obchodní školu tamtéž, studia ukončil v roce 1934. Během služby v Československé armádě v letech 1937 a 1939 absolvoval poddůstojnickou školu a vojenský pilotní výcvik u Leteckého pluku 1, poté sloužil v Milovicích.

### Druhá světová válka
Po německé okupaci opustil Jan Lenc 7. srpna 1939 ilegálně Protektorát Čechy a Morava a přes Polsko se dostal do Francie, kde vstoupil do czinecké legie. Po vypuknutí druhé světové války byl ze závazku propuštěn a 2. října 1939 zařazen do vznikající jednotky Československé armády v zahraničí. Následně byl přijat do francouzského letectva, kde se v Pau přeškoloval na tamní leteckou techniku. Po pádu Francie v červnu 1940 se evakuoval do Spojeného království, kde vstoupil do Royal Air Force a byl zařazen k 311. československé bombardovací peruti. V noci z 15. na 16. listopadu 1941 byl jeho stroj Vickers Wellington během náletu na Kiel zasažen protiletadlovou palbou a po ztrátě směru se zřítil do Irského moře v blízkosti Cumberlandu. Jan Lenc byl jedním ze dvou příslušníků posádky, kteří incident přežili a byli zachráněni. Druhým byl navigátor Jiří Engel. K peruti se po rekonvalescenci v nemocnici ve Whitehavenu vrátil 28. února 1942. Dne 18. srpna se jeho stroj Vickers Wellington Mk.Ic DV665 KX-B ztratil během protiponorkové hlídky nad Biskajským zálivem. Tělo Jana Lence moře nevydalo. Byl prohlášen za nezvěstného a posléze za padlého. Dosáhl hodnosti rotného. Celkem absolvoval dvanáct bombardovacích misí a po přechodu perutě k Pobřežnímu velitelství RAF třináct protiponorkových patrol.

## Jan Lenc v kultuře
- Při pobytu ve Francii a Spojeném království si Jan Lenc vedl podrobný těsnopisem psaný deník. Po jeho zpracování napsal historik Jiří Petráš z Jihočeského muzea knihu Komařický pilot Jan Lenc vydanou v roce 2013.[1][2]

## Ocenění

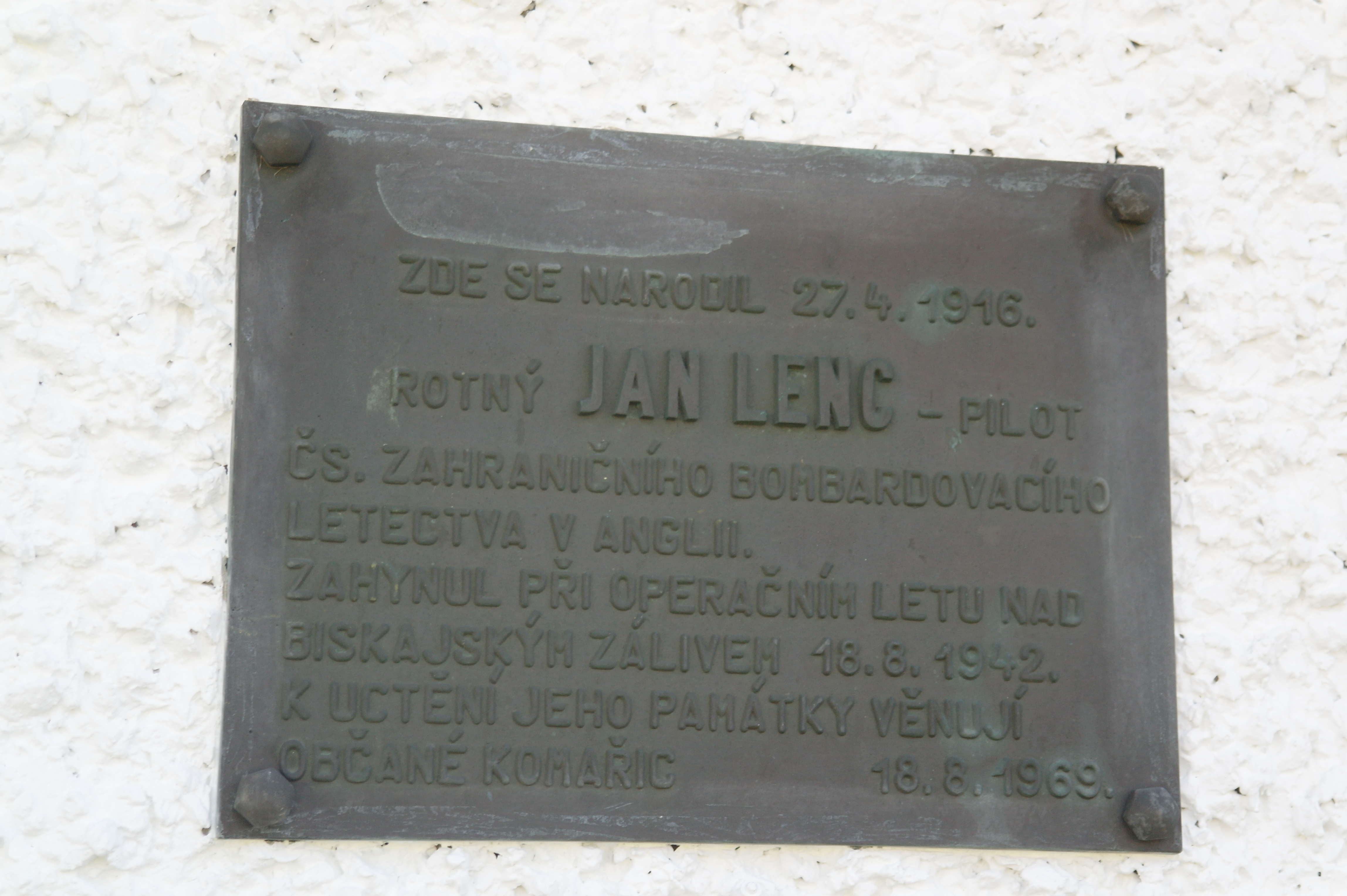
Pamětní deska na rodném domě Jana Lence v Komařicích

### Vyznamenání
- Československá medaile Za chrabrost před nepřítelem
- Československý válečný kříž 1939

### Posmrtná cenění
- V roce 1991 byl Jan Lenc in memoriam povýšen do hodnosti plukovníka
- V Komařicích na rodném domě čp. 20 byla v roce 1969 Janu Lencovi odhalena pamětní deska[3]